# Le corna stanno bene su tutto. Ma io stavo meglio senza!
Le corna stanno bene su tutto. Ma io stavo meglio senza! è un romanzo autobiografico scritto da Giulia De Lellis con la collaborazione di Stella Pulpo e pubblicato in Italia nel 2019 dalla Mondadori Electa. In pochi mesi ha venduto in Italia oltre 100 000 copie, risultando uno dei libri più venduti del 2019.

## Trama
La protagonista, Giulia, racconta il tradimento del suo ex-fidanzato, Andrea Damante, conosciuto mentre partecipavano entrambi al programma televisivo Uomini e donne.